# تپه درویشه
تپه درویشه مربوط به عصر مفرغ - دوره ساسانیان است و در شهرستان اسلام‌آباد غرب، بخش مرکزی، دهستان حومه شمالی، ۵۰۰ متری جنوب شرقی روستای سیمانی سفلی واقع شده و این اثر در تاریخ ۲۶ اسفند ۱۳۸۷ با شمارهٔ ثبت ۲۵۷۱۲ به‌عنوان یکی از آثار ملی ایران به ثبت رسیده است.